# Гидрат аммиака
Гидра́т аммиа́ка (гидрокси́д аммо́ния, аммиа́чная вода́, е́дкий аммо́ний, е́дкий аммиа́к) — неорганическое соединение, образующееся при взаимодействии аммиака с водой и диссоциирующее в воде с образованием катионов аммония и гидроксид-анионов (слабое основание). Зарегистрирован как пищевая добавка E527.
{\displaystyle {\mathsf {NH_{3}+H_{2}O\rightleftarrows NH_{3}\cdot H_{2}O\rightleftarrows NH_{4}^{+}+OH^{-}}}}
Реакция образования гидроксида аммония обратима, поэтому в водных растворах гидроксид аммония находится в равновесии с аммиаком, обусловливающим резкий запах таких растворов.
Подобно щелочам изменяет окраску индикаторов.

## Использование водныхраствороваммиакав сферах промышленности
Водные растворы аммиака, в которых он существует преимущественно в форме гидроксида аммония, носят название аммиачная вода (промышленно выпускается водный раствор аммиака с массовой долей аммиака 25 % (ГОСТ 9-92), который получают насыщением синтетическим газообразным аммиаком или аммиаком, образующимся при коксовании каменных углей в коксовых печах). Аммиачная вода применяется для получения солей аммония (азотные удобрения), в производстве соды, красителей и др., слабый (обычно 10%-й) раствор — нашатырный спирт.

## Безопасность
Аммиачная вода — токсичное вещество. В соответствии с ГОСТ 12.1.007-76 аммиачная вода относится к токсичным малоопасным веществам по степени воздействия на организм, 4-го класса опасности.
Обладает резко выраженными прижигающим и раздражающим действиями; вредно воздействует на центральную нервную систему.
Рекомендуемая ПДК 20 мг/м³ (в воздухе рабочей зоны). ЛД50 на крысах — 100—200 мг/кг.

## Применение
В пищевой промышленности зарегистрирован в качестве пищевой добавки E527.
В сельском хозяйстве используется в качестве удобрения.